# Issa Yaya
Issa Yaya (* 3. März 1979) ist ein tschadischer Fußballschiedsrichterassistent.
Seit 2010 steht Yaya auf der Liste der FIFA-Schiedsrichter und ist an der Spielleitung internationaler Fußballspiele beteiligt, unter anderem in der CAF Champions League.
Yaya wurde bei zwei Afrika-Cups eingesetzt. Beim Afrika-Cup 2019 in Ägypten und beim Afrika-Cup 2022 in Kamerun leitete er insgesamt neun Spiele.
Zudem war er unter anderem Schiedsrichterassistent bei der U-20-Afrikameisterschaft 2015 im Senegal, bei der U-20-Afrikameisterschaft 2017 in Sambia, in der afrikanischen WM-Qualifikation sowie bei diversen Qualifikations- und Freundschaftsspielen.